# Лео Силард
Лео Силард (на унгарски: Szilárd Leó) е американо-немско-унгарски физик от еврейски произход. Той е един от създателите на концепцията за верижна ядрена реакция, работи в американския проект „Манхатън“ за създаването на атомна бомба.
Роден е на 11 февруари 1898 г. в Будапеща (тогава в рамките на Австро-Унгария). Умира на 66-годишна възраст на 30 май 1964 г. в Ла Хоя в американския щат Калифорния.